# Insulin lispro
Insulin lispro, được bán dưới tên thương hiệu Humalog trong số những loại khác, là một loại insulin được sản xuất dùng để điều trị bệnh tiểu đường loại I và loại II. Thông thường nó được thực hiện trong khoảng thời gian ăn. Nó được sử dụng bằng cách tiêm dưới da hoặc trong một máy bơm insulin. Khởi phát hiệu ứng thường xảy ra trong vòng 30 phút và kéo dài khoảng 5 giờ. Thường thì một insulin tác dụng dài hơn như NPH cũng cần thiết.
Tác dụng phụ thường gặp bao gồm lượng đường trong máu thấp. Các tác dụng phụ nghiêm trọng khác có thể bao gồm kali máu thấp. Sử dụng trong thai kỳ và cho con bú nói chung là an toàn. Nó hoạt động tương tự như insulin của con người bằng cách tăng lượng glucose mà các mô lấy vào và giảm lượng glucose do gan tạo ra.
Insulin lispro lần đầu tiên được chấp thuận sử dụng tại Hoa Kỳ vào năm 1996. Tại Vương quốc Anh, NHS có giá khoảng 1,89 bảng/100 đơn vị tính đến năm 2019. Tại Hoa Kỳ, chi phí bán buôn của số tiền này là khoảng US $ 30,00. Năm 2016, đây là loại thuốc được kê đơn nhiều thứ 100 tại Hoa Kỳ với hơn 7 triệu đơn thuốc.

## Sử dụng trong y tế
Insulin lispro được sử dụng để điều trị cho những người mắc bệnh tiểu đường Loại 1 hoặc tiểu đường Loại 2. Những người sử dụng tốt insulin thường xuyên không nên thay đổi thành insulin lispro.

## Tác dụng phụ
Các tác dụng phụ thường gặp bao gồm kích ứng da tại chỗ tiêm, hạ đường huyết, hạ kali máu và loạn dưỡng mỡ. Các tác dụng phụ nghiêm trọng khác bao gồm sốc phản vệ và phản ứng quá mẫn.

## Chống chỉ định
Không dùng insulin lispro trong giai đoạn hạ đường huyết, hoặc nếu một người quá mẫn cảm với insulin lispro hoặc bất kỳ tá dược nào của nó.

## Cơ chế tác động
Thông qua công nghệ DNA tái tổ hợp, dư lượng lysine và proline cuối cùng ở đầu C của chuỗi B được đảo ngược. Việc sửa đổi này không làm thay đổi sự gắn kết của thụ thể, nhưng ngăn chặn sự hình thành các chất làm mờ và hexamer insulin. Điều này cho phép một lượng lớn insulin đơn phân hoạt động ngay lập tức có sẵn để tiêm sau bữa ăn.

## Giá cả
Tại Hoa Kỳ, năm 2015, chi phí là từ 10,06 đến 29,36 đô la trên 100 đơn vị. Vào tháng 4 năm 2019, Eli Lilly và Company tuyên bố họ sẽ sản xuất một phiên bản được bán với giá $ 137,35 mỗi lọ, khoảng một nửa chi phí hiện tại. Giám đốc điều hành nói rằng đây là một đóng góp "để khắc phục vấn đề chi phí tự trả cao cho người Mỹ sống trong điều kiện mãn tính", nhưng Bệnh nhân cho Thuốc giá cả phải chăng Hiện cho biết đây chỉ là một động thái quan hệ công chúng, vì "các nước khác phải trả $20 cho một lọ insulin.
Chi phí ở Anh là từ 1,66 bảng Anh (khoảng 2,50 đô la) đến 1,96 bảng Anh (khoảng 3,00 đô la) cho mỗi 100 đơn vị, trong năm 2017.